# 토양산화
토양산성화(soil acidification)는 토양이 산성화되어 토양 pH가 정상치보다 떨어지는 것을 말한다.Ameliorating soil acidity, 오스트레일리아 빅토리아 주정부 웹사이트. 2009년 5월 24일 확인</ref>
원인은 주로 질산칼슘과 같은 산성 비료의 시비, 물의 작용에 의한 침식, 산성비와 공해물질의 유입, 식물의 양분흡수 등이 있다.
제목은 토양 산화라고 되어있으나 토양 산성화라고 하는 것이 정확하다. 산화는 산소를 얻는 것이고 산성화는 수소이온을 얻는 것이다.

## 같이 보기
- 토양 pH